# Aphnaeus zanzibarensis
Paraphnaeus drucei is een vlinder uit de familie van de Lycaenidae. De wetenschappelijke naam van de soort is voor het eerst gepubliceerd in 1889 door Henley Grose-Smith.

## Verspreiding
De soort komt voor in Somalië, Oeganda, Kenia en Tanzania.

## Waardplanten
De rups leeft op Entada abyssinica (Fabaceae), Vachellia hockii (Fabaceae) en Loranthus (Loranthaceae).